# Мішель Коте
Мішель Коте OC MSC (25 червня 1950 , Альма, Квебек  — 29 травня 2023 ) — канадський актор,найбільш відомий зйомками у фільмах Cruising Bar, Життя після кохання і C.R.A.Z.Y, театральному шоу Broue і телесеріалі Omertà.

## Походження та навчання
Народився Мішель Коте 1950 року в Альмі провінції Квебек у Канаді. Спочатку він не прагнув стати актором, але зайнявся цією професією після того, як почав грати в аматорських театральних виставах під час свого навчання в університеті, а пізніше вступив до Національної театральної школи Канади.

## Кар'єра
Коте викладав вступну акторську майстерність та імпровізацію в Option Theatre в Ste до 1977 року. Згодом він став співзасновником невеликого театру Vogagements. У 1979 році Коте почав грати в п'єсі Бру в театрі; п'єса була призначена для одного місяця, але врешті решт була поставлена в багатьох містах по всій Канаді, і Коте продовжував виступати в усіх понад 2000 виставах аж до 2008 року.
Коте зіграв головну роль у фільмі Cruising Bar і був номінований на премію Genie Award за найкращу чоловічу роль у 1990 році. Він також зіграв головну роль у фільмі «Божевільний» і отримав нагороду «Джин» у тій же категорії за цей фільм у 2005 році У 2008 році він відродив своїх героїв Cruising Bar у сиквелі фільму Інтимні подробиці холостяцького життя, за який він отримав номінацію на премію Jutra за найкращу чоловічу роль на 11-й церемонії вручення премії Jutra
У 2009 році Коте зіграв головну роль у фільмі Батько та зброя, який зібрав 10,5 мільйонів доларів у прокаті Квебеку. У 2010 році він знявся в ролі пілота Робера Піше у фільмі "Піше: Приземлення людини " (Піше, між небом і землею), а в 2011 році він зіграв роль Роджера Гендрона в «Почутті гумору» (Le sens de l'humour).
Коте заснував Broue разом з Марком Мессьє та Марселем Готьє в 1979 році.
У 2023 році Коте був призначений офіцером Ордена Канади (OC) «за його видатну кар'єру одного з найвідоміших акторів Квебеку на сцені, телебаченні та в кіно».
Коте був одружений на французькій актрисі Веронік Ле Флаге. Їхній син Максим Ле Флаге також актор. Коте помер 29 травня 2023 року на 73-му році життя.

## Фільмографія

### Кіно
- 1983 : Au clair de la lune
- 1986 : La Fuite
- 1989 : fr:Cruising Bar : Серж, Жан-Жак, Патріс і Жерар
- 1989 : fr:Dans le ventre du dragon
- 1990 : fr:T'es belle Jeanne
- 1990 : fr:Moody Beach
- 1990 : fr:La fille du Maquignon (TV)
- 1992 : fr:Miss Moscou (TV)
- 1994 : fr:Le Vent du Wyoming
- 1995 : fr:Erreur sur la personne
- 1995 : Liste noire
- 2000 : fr:La Vie après l'amour: Жиль Жерве
- 2003 : Sur le seuil
- 2004 : fr:le Dernier Tunnel: Марсель Талон
- 2005 : C.R.A.Z.Y.: Жерве Больо
- 2007 : Моя дочка - заручниця
- 2008 : Інтимні подробиці холостяцького життя : Серж, Жан-Жак, Патріс і Жерар
- 2009 : fr:De père en flic : комендант Жак Ларош
- 2010 : Піше: Між небом і землею : капітан Робер Піше
- 2011 : Le Sens de l’humour : Роже Жандрон, маньяк
- 2012 : fr:Omertà : П'єр Гот'є, поліцейський

### Телесеріали
- 1968 — 1998 : fr:Bye Bye
- 1976 — 1982 : fr:Du Tac au Tac
- 1977 — 1978 : Le pont
- 1978 : fr:Pierre et Marie
- 1979 : fr:La Femme au géranium
- 1979 — 1982 : fr:Les Brillant
- 1980 — 1981 : fr:Au jour le jour
- 1981 — 1983 : fr:Les Girouettes
- 1984 : fr:Le crime d'Ovide Plouffe
- 1992 : fr:Montréal ville ouverte
- 1993 — 1999 : fr:La Petite Vie : Jean-Lou
- 1996 — 1999 : Omertà
- 2001 : fr:Si la tendance se maintient